# Deli Tua Timur
Deli Tua Timur is een bestuurslaag in het regentschap Deli Serdang van de provincie Noord-Sumatra, Indonesië. Deli Tua Timur telt 6823 inwoners (volkstelling 2010).